# 1923 na ciência

## Eventos
- 9 de janeiro - Juan de La Cierva y Codorniu efectua o primeiro voo bem sucedido com um autogiro[1]
- Gilbert N. Lewis e Merle Randall publicam Thermodynamics and the Free Energy of Chemical Substances, o primeiro tratado moderno sobre termodinâmica química.[2]
- Gilbert N. Lewis desenvole a teoria do par eletrônico de reação ácido/base.

## Nascimentos
| Data           | Nome                        | Profissão                                             | Nacionalidade           | Observações | Ref                                                                           |
| -------------- | --------------------------- | ----------------------------------------------------- | ----------------------- | --- | ----------------------------------------------------------------------------- |
| 25 de janeiro  | Arvid Carlsson              | cientista                                             | Suécia                  | Nobel de Fisiologia ou Medicina 2000 | [ 3 ]                                                                         |
| 9 de março     | Walter Kohn                 | químico                                               | Áustria                 | Nobel da Química 1998 | [ 4 ]                                                                         |
| 10 de março    | Val Logsdon Fitch           | físico                                                | Estados Unidos          | |                                                                               |
| 12 de Março    | Walter Schirra              | astronauta                                            | Estados Unidos          | m. 2007 |                                                                               |
| 23 de abril    | Helio Jaguaribe             | sociólogo, cientista político e escritor              | Brasil                  | |                                                                               |
| 21 de julho    | Rudolph Arthur Marcus       | químico                                               | Canadá / Estados Unidos | Prémio Irving Langmuir 1978 Prémio Wolf de Química 1984/5 Prémio Peter Debye 1988 Prémio Willard Gibbs 1988 Medalha Nacional de Ciências 1989 Medalha Theodore William Richards 1990 Prémio Remsen 1991 Prémio Linus Pauling 19991 Prêmio Joseph O. Hirschfelder 1992 Nobel de Química 1992 Medalha Lavoisier (SCF) 1994 Prémio ACS de Química Teórica 1997 | [ 5 ] [ 6 ] [ 7 ] [ 8 ] [ 9 ] [ 10 ] [ 11 ] [ 12 ] [ 13 ] [ 4 ] [ 14 ] [ 15 ] |
| 31 de julho    | Joseph Keller               | matemático                                            | Estados Unidos          | Medalha Timoshenko 1984 Prémio Wolf de Matemática 1996/7 | [ 16 ] [ 17 ]                                                                 |
| 31 de julho    | Stephanie Kwolek            | química                                               | Estados Unidos          | m. 2014 Medalha Howard N. Potts 1976 National Inventors Hall of Fame 1995 Medalha Lavoisier (DuPont) 1995 Medalha Nacional de Tecnologia e Inovação 1996 Medalha Perkin 1997 Prémio Lemelson–MIT 1999 | [ 18 ] [ 19 ]                                                                 |
| 23 de agosto   | Edgar Frank Codd            | matemático e cientista de computação                  | Reino Unido             | Prémio Turing 1981 | [ 20 ]                                                                        |
| 23 de setembro | João José Bigarella         | geólogo, engenheiro químico e professor universitário | Brasil                  | |                                                                               |
| 27 de setembro | João Cosme Santos Guerreiro | professor e matemático                                | Portugal                | m. 1987 |                                                                               |
| 11 de outubro  | Harish-Chandra              | matemático                                            | Reino Unido (Índia)     | m. 1983 Prémio Cole Álgebra 1954 | [ 21 ]                                                                        |
| 8 de novembro  | Jack Kilby                  | físico                                                | Estados Unidos          | m. 2005 Nobel da Física 2000 Medallha de Honra IEEE 1986 Prémio Charles Stark Draper 1989 Prémio Kyoto (Tecnologia avançada) 1993 | [ 22 ] [ 23 ] [ 24 ] [ 25 ]                                                   |
| 18 de Novembro | Alan Shepard                | astronauta                                            | Estados Unidos          | m. 1998 |                                                                               |
| 13 de dezembro | Philip Warren Anderson      | físico                                                | Estados Unidos          | Nobel da Física 1977 | [ 22 ]                                                                        |
| 15 de dezembro | Freeman Dyson               | físico                                                | Reino Unido             | Medalha Hughes 1968 Medalha Lorentz 1966 Medalha Matteucci 1989 Medalha Max Planck 1969 Prémio Enrico Fermi 1993 Prémio Templeton 2000 | [ 26 ] [ 27 ] [ 28 ] [ 29 ] [ 30 ]                                            |
| ??             | Corrado Böhm                | cientista de computação                               | Itália                  | Prémio Turing 2001 | [ 20 ]                                                                        |
| ??             | Tom Mike Apostol            | matemático                                            | Estados Unidos          | |                                                                               |

## Mortes
| Data            | Nome                           | Profissão                        | Nacionalidade                                   | Observações | Ref                                              |
| --------------- | ------------------------------ | -------------------------------- | ----------------------------------------------- | --- | ------------------------------------------------ |
| 10 de fevereiro | Wilhelm Conrad Rontgen         | físico                           | Alemanha                                        | n. 1845 Nobel da Física 1901 Medalha Rumford 1896 | [ 22 ] [ 31 ]                                    |
| 2 de março      | Eduardo Carlos Pereira         | filólogo                         | Brasil                                          | n. 1855 |                                                  |
| 8 de março      | Johannes Diderik van der Waals | químico                          | Países Baixos                                   | n. 1837 Nobel da Física 1910 | [ 22 ]                                           |
| 27 de março     | James Dewar                    | físico e químico                 | Reino Unido da Grã-Bretanha e Irlanda (Escócia) | n. 1842 Medalha Rumford 1894 Medalha Hodgkins 1899 Medalha Lavoisier (SCF) 1904 Medalha Matteucci 1906 Medalha Albert 1908 Medalha Davy 1909 Medalha Copley 1916 Medalha Franklin 1919 | [ 31 ] [ 32 ] [ 14 ] [ 33 ] [ 34 ] [ 35 ] [ 36 ] |
| 4 de abril      | John Venn                      | matemático                       | Reino Unido                                     | n. 1834 |                                                  |
| 6 de abril      | Paul Mabille                   | naturalista                      | França                                          | n. 1835 |                                                  |
| 15 de maio      | Arthur Gordon Webster          | físico                           | Estados Unidos                                  | n. 1863 |                                                  |
| 20 de junho     | Josef Geitler von Armingen     | físico                           | Áustria                                         | n. 1870 |                                                  |
| 19 de agosto    | Vilfredo Pareto                | político, sociólogo e economista | Itália                                          | n. 1848 |                                                  |
| 6 de outubro    | Thomas Frederic Cheeseman      | naturalista                      | Reino Unido (Nova Zelândia)                     | n. 1846 |                                                  |
| 24 de outubro   | Boris Sidis                    | psicólogo, psiquiatra e médico   | Estados Unidos                                  | n. 1867 |                                                  |
| 26 de outubro   | Charles Proteus Steinmetz      | matemático e engenheiro          | Alemanha                                        | n. 1865 |                                                  |
| 10 de dezembro  | Thomas George Bonney           | geólogo                          | Reino Unido                                     | n. 1833 Medalha Wollaston 1889 | [ 37 ]                                           |
| 24 de dezembro  | Gunnar Nordström               | físico                           | Finlândia                                       | n. 1881 |                                                  |

## Prémios

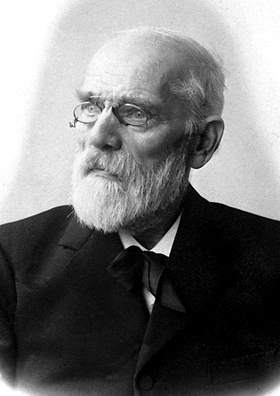
Johannes Diderik van der Waals (1837-1923)

Medalha Bigsby
- Edward Battersby Bailey[38]

Medalha Bruce
- Benjamin Baillaud[39]

Medalha Copley
- Horace Lamb[35]

Medalha Davy
- Herbert B Baker[34]

Medalha Edison IEEE
- John W. Lieb[40]

Medalha de Honra IEEE
- John Stone Stone[23]

Medalha Hughes
- Robert Andrews Millikan[26]

Medalha Lyell
- Gustave Frédéric Dollfus[41]

Medalha Mary Clark Thompson
- Emmanuel de Margerie[42]

Medalha Matteucci
- Niels Bohr[28]

Medalha De Morgan
- Percy Alexander MacMahon[43]

Medalha Murchison
- John Joly[44]

Medalha de Ouro da Royal Astronomical Society
- Albert Abraham Michelson[45]

Medalha Real
- Charles James Martin[46]

Medalha Wollaston
- William Whitaker[37]

Prêmio Memorial Bôcher
- George David Birkhoff[47]

Prémio Nobel
- Física - Robert Andrews Millikan.[22]
- Química - Fritz Pregl.[4]
- Medicina - Frederick Grant Banting,[3] John James Richard Macleod[3]